# Gwiazdozbiór Sekstantu
Sekstant (Sekstans, łac. Sextans, dop. Sextantis, skrót Sex) – słabo widoczny gwiazdozbiór, 47. co do wielkości, usytuowany w rejonie równika niebieskiego. W Polsce widoczny zimą i wiosną. Liczba gwiazd widoczna nieuzbrojonym okiem: około 25. Konstelacja położona jest na południe od Lwa, graniczy również z Pucharem i Hydrą.

## Pochodzenie nazwy
Konstelacja upamiętnia wynalazek przyrządu astronomicznego. Kwadrant i Oktant też były uwiecznione na niebie, ale tylko Oktant i Sekstant wytrzymały próbę czasu. Blade gwiazdy były znane już w czasach starożytnych, ale nie miały powiązania z konkretną figurą czy odniesień mitologicznych. 
Gwiazdozbiór został wprowadzony przez gdańskiego astronoma Jana Heweliusza w 1687 roku, opublikowany w 1690 roku, w pośmiertnie wydanym atlasie Firmamentum Sobiescianum; poświęcony muzie astronomii, pod pierwotną nazwą Sekstans Uranii. Wyobraża jeden z XVII-wiecznych instrumentów do pomiaru pozycji gwiazd i planet, którego egzemplarz spłonął w pożarze obserwatorium Heweliusza. W ten sposób astronom upamiętnił instrument, którego używał do określenia położenia gwiazd. Do mierzenia kątów na niebie dla określenia pozycji gwiazd Heweliusz prowadził obserwacje nieuzbrojonym okiem, jedynie z użyciem sekstantu, mimo że w jego czasach używano już w tym celu teleskopów. Utworzył on gwiazdozbiór Sekstantu z gwiazd o jasności obserwowanej nie większej od 4,5m, co dowodzi bystrego wzroku astronoma. Od czasów Heweliusza konstelacja nie podlegała znaczącym zmianom poza skróceniem nazwy do Sextans.

## Gwiazdy Sekstantu
- Najjaśniejsza gwiazda Alfa Sextantis (α Sex) ma zaledwie jasność 4,48m, pozostałe są słabsze niż 5m. Gwiazda jest zwykłym olbrzymem typu A, znajdującym się w odległości 286 lat świetlnych. Ten niebiesko-biały olbrzym ma masę 3 razy większą od masy Słońca i jest od niego 120 razy jaśniejszy[1].
- Piątej wielkości gwiazdowej Beta (β Sex) jest niebiesko-białą gwiazdą ciągu głównego, znajdującą się w odległości 345 lat świetlnych[4].
- Dwie niezwiązane ze sobą gwiazdy – 17 i 18 Sextantis – tworzą podwójną parę optyczną, dobrze widoczną przez lornetkę[5].
- Gamma (γ) Sektantu to interesująca gwiazda podwójna. Jest to para podobnych gwiazd typu A, krążących wokół siebie z okresem 77 lat. Gwiazdy są oddalone o około 260 lat świetlnych. Przy maksymalnym rozdzieleniu – które zdarza się 2-3 razy na stulecie, a ostatnio miało miejsce w 1996 roku – daje się zaobserwować oddzielnie za pomocą 25-centymetrowego teleskopu[1].
- Delta (δ Sex), gwiazda piątej wielkości znajduje się w odległości 300 lat świetlnych i jest niebiesko-białą gwiazdą ciągu głównego[4].

## Interesujące obiekty
Sekstant leży daleko od jasnych świateł Drogi Mlecznej i ma niewiele do zaoferowania astronomom amatorom.
- W Sekstansie znajduje się galaktyka soczewkowata NGC 3115 o jasności 10,1m, ustawioną do nas bokiem, dlatego oglądana przez teleskop ma silnie eliptyczny kształt[5]. Została odkryta przez Williama Herschela w 1787 roku. Jest to stara galaktyka (prawie nie posiadająca gazu), wielokrotnie większa od naszej i odległa o około 32 mln lat świetlnych. W 15-centymetrowym teleskopie wygląda jak małe wrzeciono z bardzo jasnym jądrem. Czasem ze względu na swój wydłużony kształt jest nazywana galaktyką Wrzeciono[5]. Na podstawie obserwacji teleskopu Chandra wywnioskowano, że w centrum NGC 3115 znajduje się supermasywna czarna dziura o masie dwóch miliardów mas Słońca. Do jej obserwacji wymagany jest teleskop średnich rozmiarów[3][1].
- Inne ciekawe obiekty to para galaktyk NGC 3166, NGC 3169, które prezentują się ciekawie w 20-centymetrowym teleskopie. Te dwie widoczne niemal na wprost galaktyki spiralne wydają się bardzo podobne. Są małe i okrągłe z wyraźnymi jądrami. Leżą blisko siebie na tle połyskujących małych gwiazd[1]. O ich wzajemnym wpływie świadczy nieco zdeformowany kształt obu ciał niebieskich[6].
- Blade zarysy widzianej z boku galaktyki spiralnej NGC 3044, ledwo dostrzegalne przez 20-centymetrowy teleskop, prezentują się jak kłębek babiego lata[1].